# Torneo de las Cinco Naciones 1976
El Torneo de las Cinco Naciones de 1976, fue la 82° edición del principal Torneo del hemisferio norte de rugby.
El campeón del torneo fue la selección de Gales.

## Clasificación
| Lugar | Selección  | Partidos | Partidos | Partidos  | Partidos | Puntos  | Puntos    | Puntos | Tabla de puntos |
| Lugar | Selección  | Jugados  | Ganados  | Empatados | Perdidos | A favor | En contra | dif.   | Tabla de puntos |
| ----- | ---------- | -------- | -------- | --------- | -------- | ------- | --------- | ------ | --------------- |
| 1     | Gales      | 4        | 4        | 0         | 0        | 102     | 37        | +65    | 8               |
| 2     | Francia    | 4        | 3        | 0         | 1        | 82      | 37        | +45    | 6               |
| 3     | Escocia    | 4        | 2        | 0         | 2        | 49      | 59        | -10    | 4               |
| 4     | Irlanda    | 4        | 1        | 0         | 3        | 31      | 87        | -56    | 2               |
| 5     | Inglaterra | 4        | 0        | 0         | 4        | 42      | 86        | -44    | 0               |

## Resultados
| 10 de enero | Escocia | 6 - 13 | Francia | Estadio Murrayfield, Edimburgo |  |

| 17 de enero | Inglaterra | 9 - 21 | Gales | Twickenham Stadium, Londres |  |

| 7 de febrero | Gales | 28 - 6 | Escocia | Cardiff Arms Park, Cardiff |  |

| 7 de febrero | Francia | 26 - 3 | Irlanda | Parc des Princes, París |  |

| 21 de febrero | Escocia | 22 - 12 | Inglaterra | Estadio Murrayfield, Edimburgo |  |

| 21 de febrero | Irlanda | 9 - 34 | Gales | Lansdowne Road, Dublín |  |

| 6 de marzo | Gales | 19 - 13 | Francia | Cardiff Arms Park, Cardiff |  |

| 6 de marzo | Inglaterra | 12 - 13 | Irlanda | Twickenham Stadium, Londres |  |

| 20 de marzo | Irlanda | 6 - 15 | Escocia | Lansdowne Road, Dublín |  |

| 20 de marzo | Francia | 30 - 9 | Inglaterra | Parc des Princes, París |  |

## Premios especiales
- Grand Slam:  Gales
- Triple Corona:  Gales
- Copa Calcuta:  Escocia